# Liste der Biografien/Amm
Liste der Biografien |
Portal Biografien |
Personensuche
# |
A |
B |
C |
D |
E |
F |
G |
H |
I |
J |
K |
L |
M |
N |
O |
P |
Q |
R |
S |
T |
U |
V |
W |
X |
Y |
Z |
?
 
Aa |
Ab |
Ac |
Ad |
Ae |
Af |
Ag |
Ah |
Ai |
Aj |
Ak |
Al |
Am |
An |
Ao |
Ap |
Aq |
Ar |
As |
At |
Au |
Av |
Aw |
Ax |
Ay |
Az
 
Ama |
Amb |
Amc |
Amd |
Ame |
Amf |
Amg |
Amh |
Ami |
Amj |
Amk |
Aml |
Amm |
Amn |
Amo |
Amp |
Amr |
Ams |
Amt |
Amu |
Amw |
Amy |
Amz
Die Liste der Biografien führt alle Personen auf, die in der deutschsprachigen Wikipedia einen Artikel haben. Dieses ist eine Teilliste mit 243 Einträgen von Personen, deren Namen mit den Buchstaben „Amm“ beginnt.

## Amm
- Amm, Claudia (* 1948), deutsche Schauspielerin
- Amm, Ronny (* 1977), deutscher Rennfahrer

### Amma
- Amma, Sachi (* 1989), japanischer Sportkletterer
- Amma, T. A. Sarasvati (1918–2000), indische Mathematikhistorikerin und Hochschullehrerin
- Amma, Takayoshi (* 1969), japanischer Fußballspieler
- Amman, Adam, Schweizer Bildhauer
- Amman, Hanery (1952–2017), Schweizer Musiker
- Amman, Ignaz Ambros von (* 1753), deutscher Kartograf und Geometer
- Amman, Johann (1707–1740), Schweizer Arzt und Botaniker
- Amman, Johann Heinrich (1607–1669), Schweizer Bronzegießer, Münzmeister und Landvogt
- Amman, Jost (1539–1591), Schweizer Zeichner, Kupferätzer und -stecher, Formschneider, Maler und Buchautor
- Ammanati, Bartolomeo (1511–1592), italienischer Baumeister und Bildhauer
- Ammaniti, Niccolò (* 1966), italienischer Schriftsteller und Drehbuchautor
- Ammann, Albert Maria (1892–1974), deutscher Kirchen- und Kunsthistoriker
- Ammann, Alberto (* 1978), spanischer SchauspielerAlberto Ammann (* 1978)

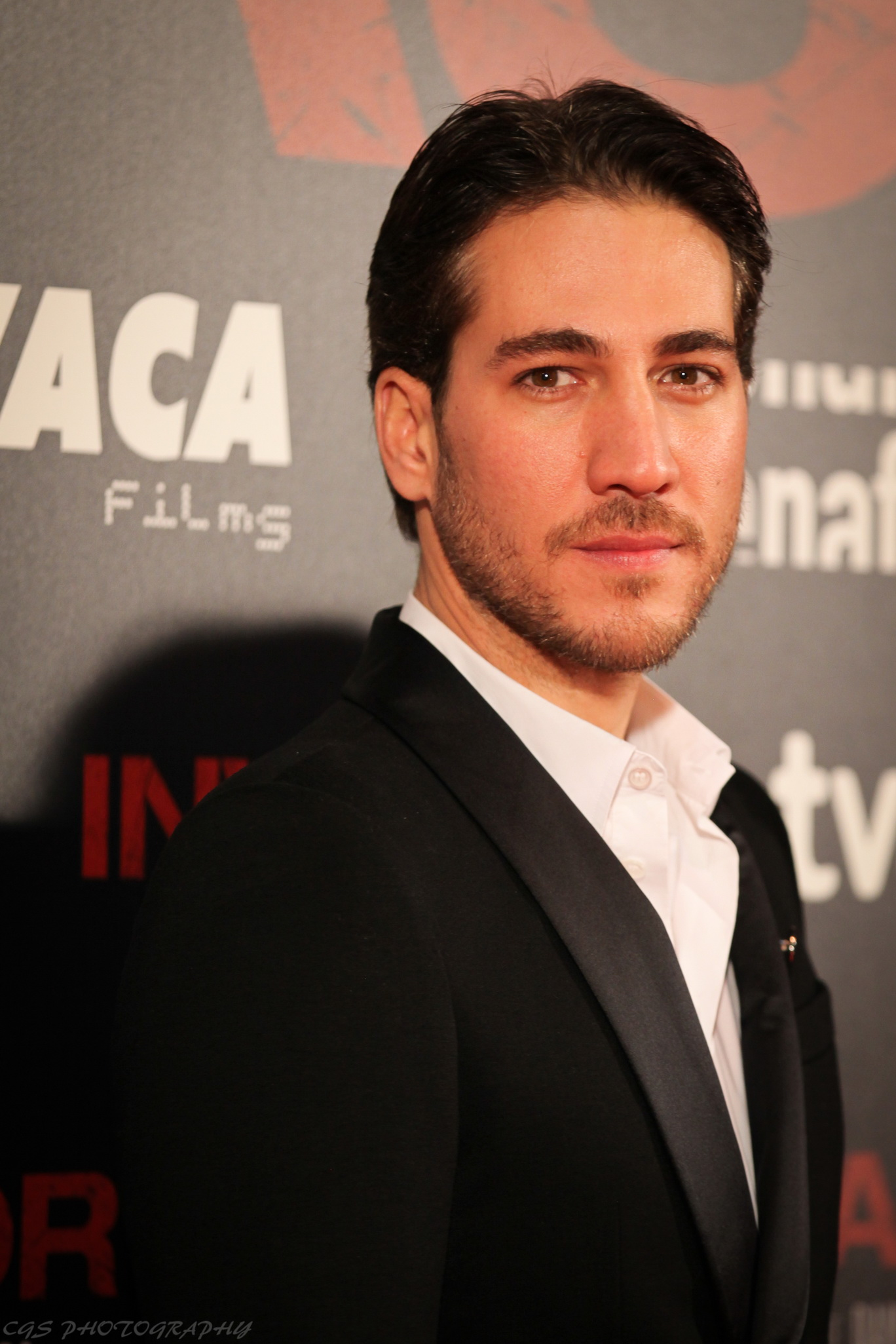
Alberto Ammann (* 1978)

- Ammann, Alina (* 1998), deutsche Leichtathletin
- Ammann, Amanda (* 1987), Schweizer Schönheitskönigin, Miss Schweiz 2007
- Ammann, August (1839–1910), deutscher Schriftsteller, Philologe und Pädagoge
- Ammann, Benno (1904–1986), Schweizer Dirigent und Komponist
- Ammann, Christa (* 1983), Schweizer Politikerin (AL)
- Ammann, Christoph (* 1969), Schweizer Politiker (SP)
- Ammann, Christopher (* 1983), österreichischer Schauspieler
- Ammann, Daniel (* 1963), Schweizer Journalist und Buchautor
- Ammann, David (1855–1923), schweizamerikanischer Autor, Verleger und Begründer der Mazdaznan-Bewegung in Europa
- Ammann, Dieter (* 1962), Schweizer Komponist und Musiker
- Ammann, Egon (1941–2017), Schweizer Verleger
- Ammann, Ellen (1870–1932), schwedisch-deutsche FrauenrechtlerinEllen Ammann (1870–1932)

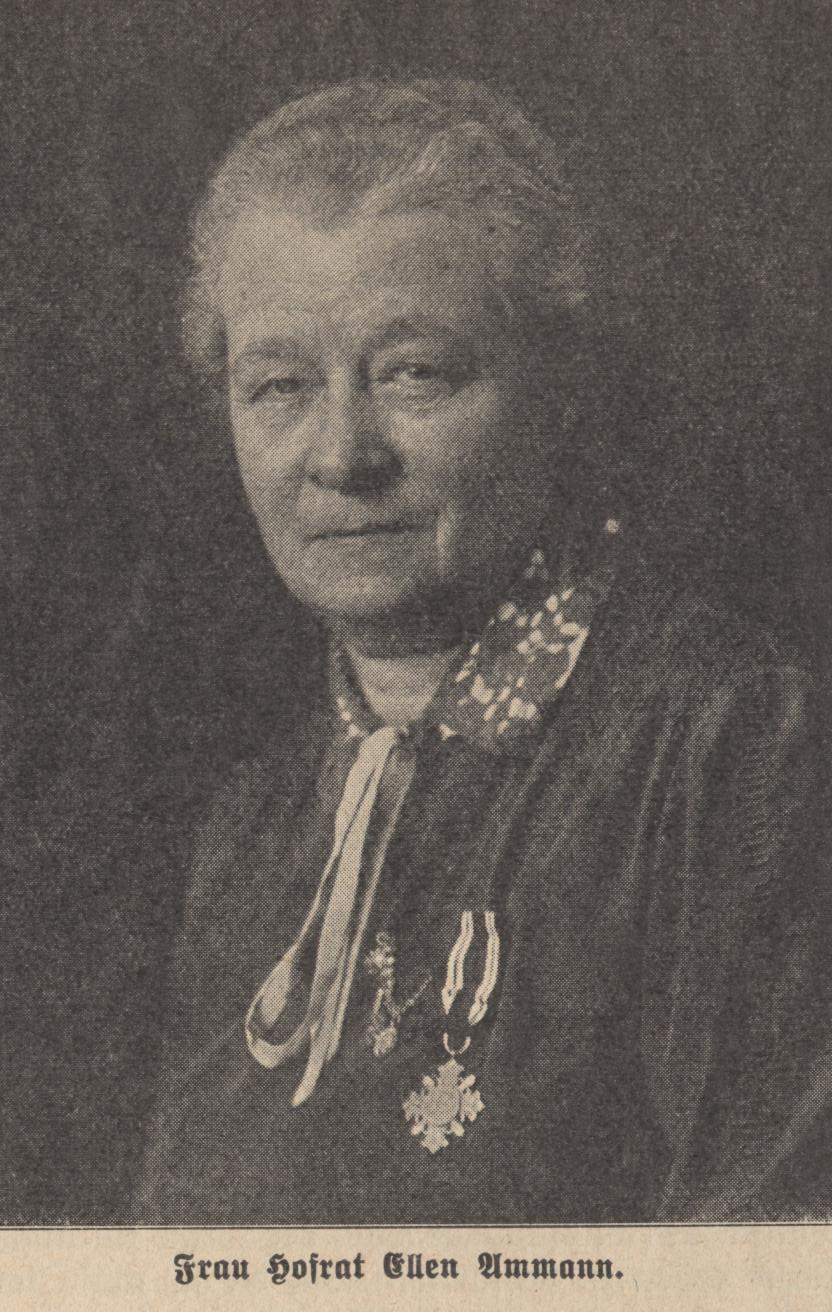
Ellen Ammann (1870–1932)

- Ammann, Ernst (1928–1982), deutscher Bühnenbildner und Schauspieler
- Ammann, Erwin (1916–2000), deutscher Politiker (CSU), MdL
- Ammann, Eugen (1882–1978), Schweizer Maler, Grafiker, Zeichner und Bildhauer
- Ammann, Friedel (* 1959), Schweizer Fotograf
- Ammann, Gerhard (1936–2004), österreichischer Politiker (ÖVP), Landtagsabgeordneter
- Ammann, Gert (* 1943), österreichischer Kunsthistoriker
- Ammann, Gustav (1885–1955), Schweizer Gärtner und Landschaftsarchitekt
- Ammann, Hans (1931–1980), Schweizer Skilangläufer
- Ammann, Hans Jakob (1586–1658), Schweizer Wundarzt, Ägyptenreisender und Reiseschriftsteller
- Ammann, Hans-Peter (* 1933), Schweizer Architekt
- Ammann, Hanspeter (* 1953), Schweizer Videokünstler, Fotograf und Psychoanalytiker
- Ammann, Hartmann (1856–1930), österreichischer Historiker und Archivar
- Ammann, Hartwig (1927–2007), deutscher Pastor und Heimatforscher
- Ammann, Heinrich (1763–1836), Schweizer Orgelbauer
- Ammann, Heinrich (1914–2003), Schweizer Lehrer, Kunsthistoriker und Museumskurator
- Ammann, Hektor (1894–1967), Schweizer Historiker, Archivar und Bibliothekar
- Ammann, Helmut (1907–2001), Schweizer Bildhauer, Maler, Graphiker und Glasmaler
- Ammann, Herbert (* 1948), Schweizer Soziologe und Sozialpädagoge
- Ammann, Hermann (1885–1956), deutscher Sprachwissenschaftler
- Ammann, Jakob, Schweizer Mennonitenprediger und Gründer der Amischen
- Ammann, Jakob (1881–1955), österreichischer Politiker (CSP), Landtagsabgeordneter zum Vorarlberger Landtag
- Ammann, Jan (* 1975), deutscher Sänger (Bariton) und Musicaldarsteller
- Ammann, Jean-Christophe (1939–2015), Schweizer Kunsthistoriker, Kurator und Museumsleiter
- Ammann, Joachim (1898–1981), Schweizer Bischof und Ordensmann
- Ammann, Johann Conrad (1724–1811), Schweizer Arzt, Naturalien- und Kunstsammler
- Ammann, Johann Gottlieb (1774–1837), deutscher evangelischer Theologe und Abgeordneter der Deputiertenkammer des Nassauischen Landtags
- Ammann, Johann Heinrich (1820–1867), Schweizer Jurist und Politiker
- Ammann, Johann Jakob (1500–1573), Schweizer evangelisch-reformierter Geistlicher und Schulleiter
- Ammann, Johann Josef (1852–1913), österreichischer Lehrer und Volkskundler
- Ammann, Johann Kaspar (1803–1870), Schweizer Jurist und Politiker
- Ammann, Johann Konrad († 1724), Schweizer Arzt und Gehörlosenlehrer
- Ammann, Johannes († 1388), Bischof von Chur
- Ammann, Josef (* 1934), Schweizer Gegenwartskünstler
- Ammann, Julius (1882–1962), Schweizer Lehrer und Mundartschriftsteller
- Ammann, Karl (* 1948), Schweizer Fotograf und Artenschützer
- Ammann, Kaspar (1784–1863), deutscher Mediziner
- Ammann, Katharina (* 1973), Schweizer Kunsthistorikerin, Direktorin Aargauer Kunsthaus
- Ammann, Klaus (1940–2023), Schweizer Botaniker
- Ammann, Klaus (* 1949), deutscher Musiker und Komponist
- Ammann, Lea (* 2002), Schweizer Leichtathletin
- Ammann, Luis Alberto (1942–2020), argentinischer Autor, Journalist und Politiker
- Ammann, Lukas (1912–2017), Schweizer Schauspieler
- Ammann, Manuel (* 1970), Schweizer Ökonom und Professor an der Universität St. Gallen
- Ammann, Marguerite (1911–1962), Schweizer Malerin, Grafikerin und Illustratorin.
- Ammann, Maria (1900–1972), deutsche Wohlfahrtspflegerin und Schulleiterin
- Ammann, Marion (* 1964), Schweizer Opern- und Konzertsängerin (Sopran)
- Ammann, Max Peter (1929–2022), Schweizer Filmregisseur, Theaterregisseur und Schriftsteller
- Ammann, Michael (* 1967), deutscher Komponist, Improvisateur, Performer und Phonetiker
- Ammann, Othmar (1879–1965), schweizerisch-US-amerikanischer Brückenbau-Ingenieur
- Ammann, Otto (1879–1933), deutscher Eisenbahn-Ingenieur und Hochschullehrer
- Ammann, Paul (1634–1691), deutscher Mediziner und Botaniker
- Ammann, Regina (* 1963), Schweizer Politikerin
- Ammann, Sieglinde (* 1946), Schweizer Weitspringerin, Diskuswerferin und Fünfkämpferin
- Ammann, Simon (* 1981), Schweizer SkispringerSimon Ammann (* 1981)

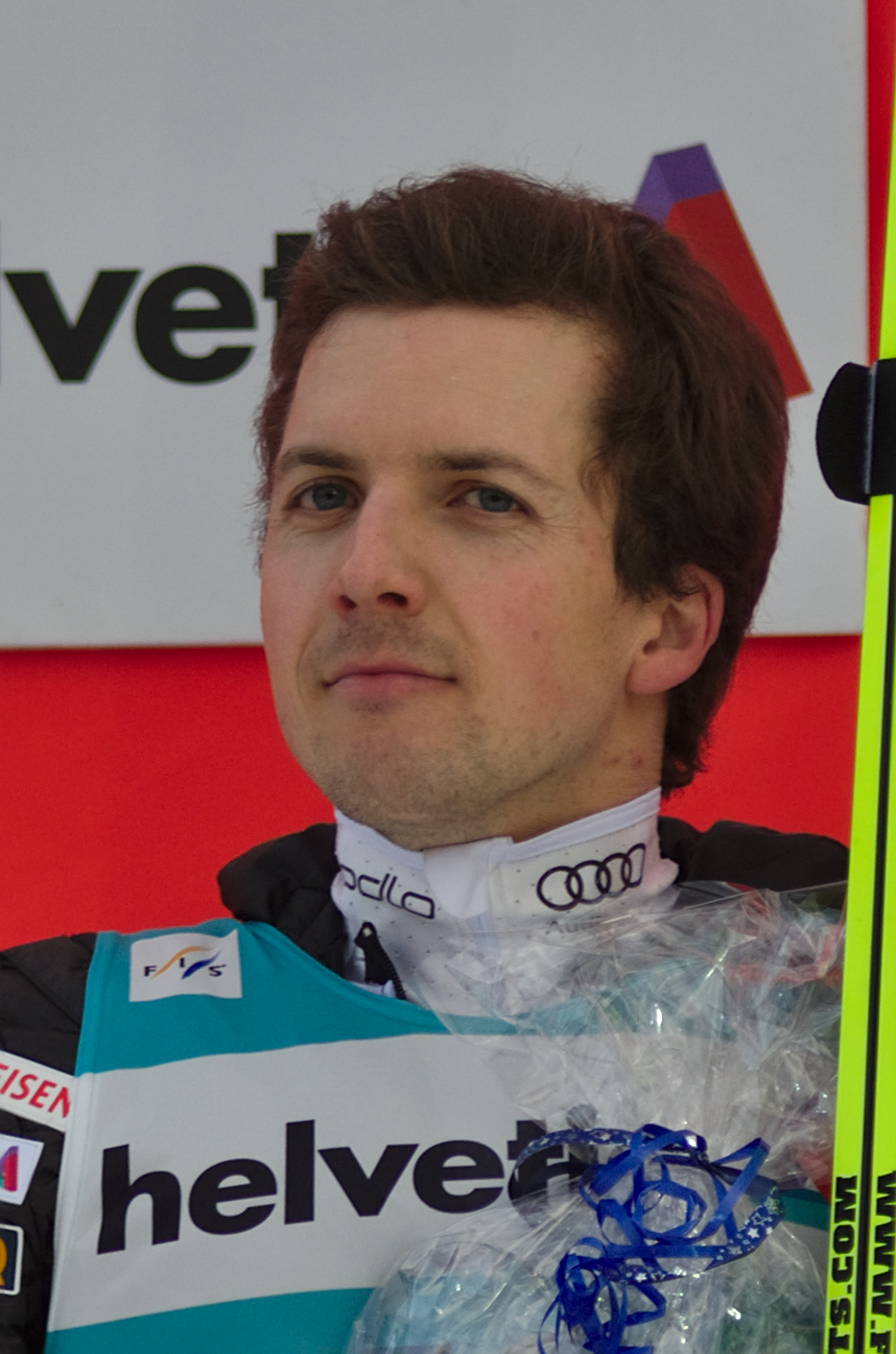
Simon Ammann (* 1981)

- Ammann, Sonja (* 1984), Schweizer evangelische Theologin
- Ammann, Thomas (1950–1993), Schweizer Kunsthändler und Sammler
- Ammann, Thomas (* 1953), Schweizer Politiker (FDP)
- Ammann, Thomas (* 1956), deutscher Journalist
- Ammann, Thomas (1964–2022), Schweizer Politiker (CVP)
- Ammann, Ulrich (1766–1842), Schweizer Musikinstrumentenbauer
- Ammann, Ulrich (1921–2006), Schweizer Maschineningenieur, Unternehmer und Politiker (FDP)
- Ammann, Walther (1912–1969), deutscher Rechtsanwalt
- Ammannati Piccolomini, Jacopo (1422–1479), Kardinal der Römischen Kirche
- Ammar ibn Ali al-Mawsili, mittelalterlicher Augenarzt
- Ammar, Amanda (* 1986), kanadische Skilangläuferin
- Ammar, Angelica (* 1972), deutsche Schriftstellerin und Übersetzerin
- Ammar, Maroun (* 1956), libanesischer Geistlicher, Bischof von Sidon
- Ammar, Michael (* 1956), US-amerikanischer Zauberkünstler
- Ammar, Rashid, tunesischer Militärangehöriger
- Ammar, Sleim (1927–1999), tunesischer Psychiater und Schriftsteller
- Ammar, Turki al- (* 1999), saudi-arabischer Fußballspieler
- Ammara, Alessandra (* 1972), italienische Pianistin
- Ammary, Assem El (* 1958), ägyptischer Sprachwissenschaftler, Übersetzer, Dolmetscher, Journalist und Hochschullehrer

### Amme
- Amme, Achim (* 1949), deutscher Autor, Schauspieler und Musiker
- Amme, Ernst (1863–1930), deutscher Maschinenbau-Ingenieur und Unternehmer
- Amme, Jochen (1935–2016), deutscher Buchautor
- Amme, Julia (* 1965), deutsche Theater- und Filmschauspielerin
- Amme, Steffen (* 1977), deutscher Kommunalpolitiker (WIDAB)
- Ammelburg, Alfred (1864–1939), deutscher Chemiker und Manager
- Ammelrooy, Willeke van (* 1944), niederländische Schauspielerin
- Ammelung, Johann Heinrich (1746–1796), Lokalchronist und Wappensammler
- Ammen, Jacob (1807–1894), Brigadegeneral des US-Heeres
- Ammende, Ewald (1893–1936), deutsch-baltischer Publizist und Politiker
- Ammendola, Pino (* 1951), italienischer Schauspieler, Theaterautor und Filmregisseur
- Ammensdörfer, Friedrich (1785–1850), fränkischer Bierbrauer und Gastwirt
- Ammer, Albert (1916–1991), deutscher Kameramann
- Ammer, Alexander K. (* 1968), deutscher Filmemacher, Publizist und Schriftsteller
- Ammer, Andreas (* 1960), deutscher Schriftsteller, Fernsehproduzent und HörspielmacherAndreas Ammer (* 1960)

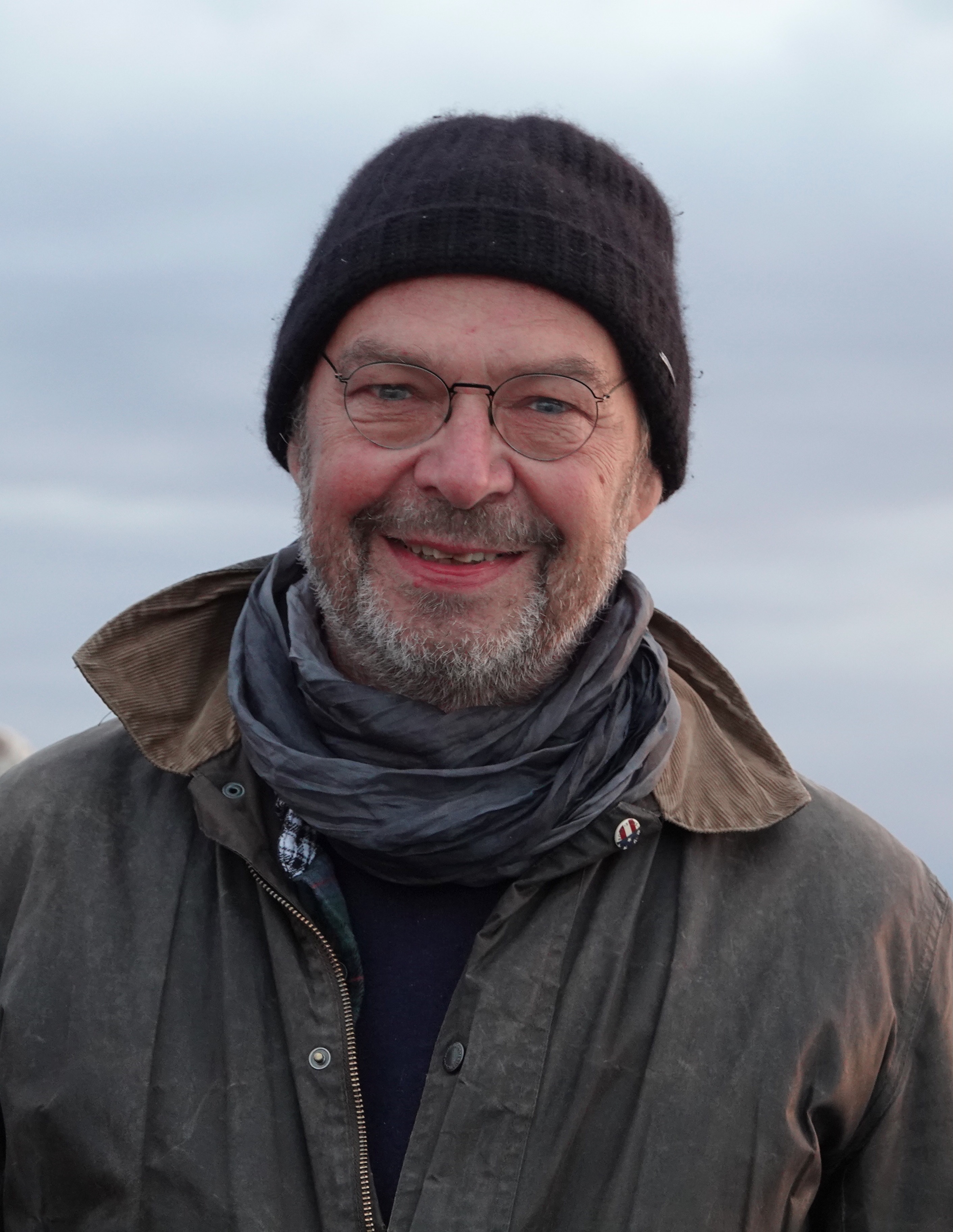
Andreas Ammer (* 1960)

- Ammer, Christian (* 1962), deutscher Forstwissenschaftler
- Ammer, Dieter (* 1950), deutscher Manager
- Ammer, Ernst (1877–1963), deutscher Unternehmer
- Ammer, Herbert (1938–2011), deutscher Fußballspieler
- Ammer, Jutta-Regina (1931–2019), deutsche Fotografin
- Ammer, Karl (1898–1945), österreichischer Schlosser, kommunistischer Funktionär und Widerstandskämpfer gegen das NS-Regime
- Ammer, Karl (1911–1970), österreichischer Indologe, Hochschullehrer, Autor
- Ammer, Marco (* 1976), deutscher Fernsehmoderator, Schauspieler und Synchronsprecher
- Ammer, Michael (* 1961), deutscher EventmanagerMichael Ammer (* 1961)

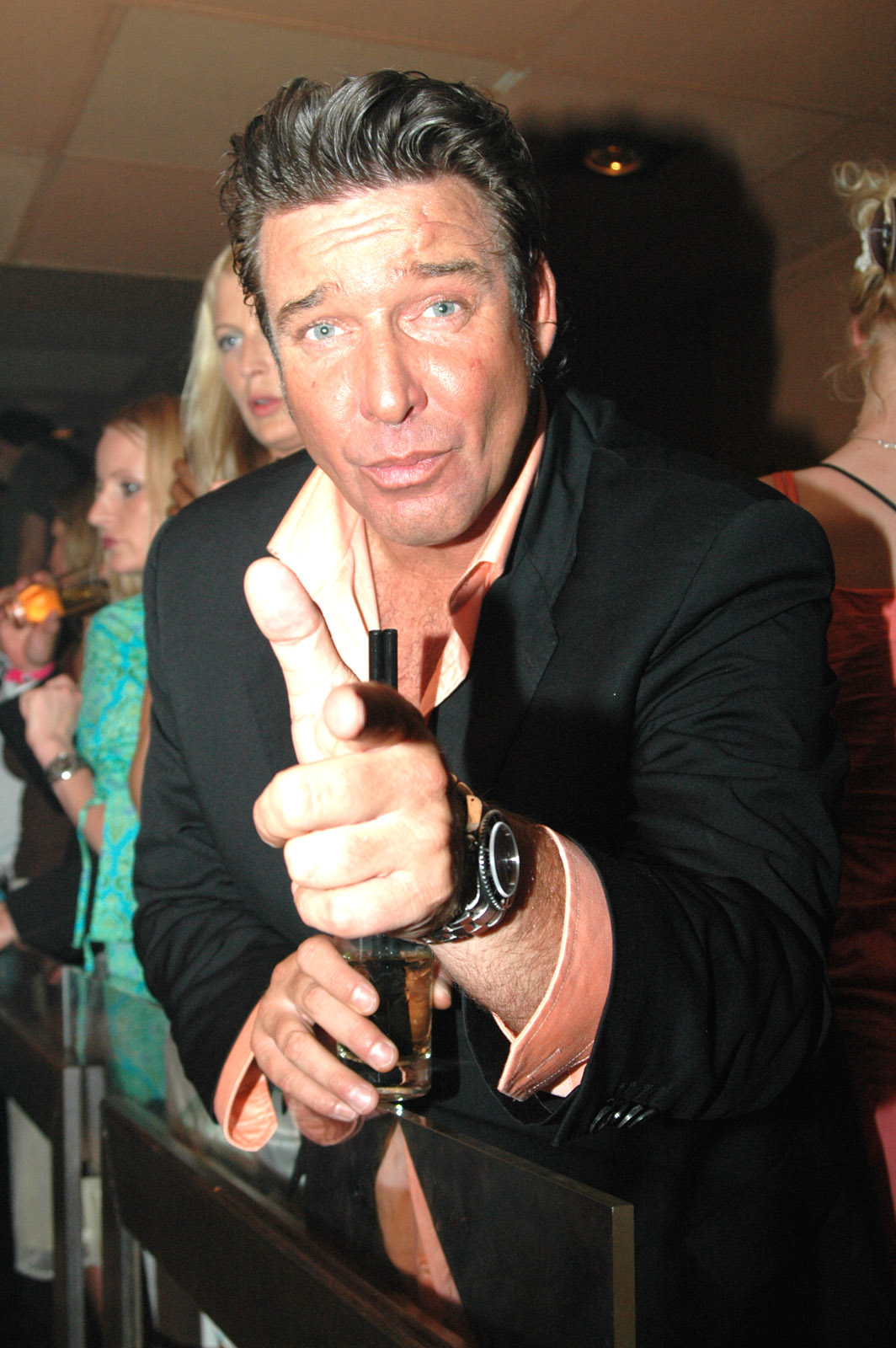
Michael Ammer (* 1961)

- Ammer, Peter (* 1964), deutscher evangelischer Kirchenmusiker und Bezirkskantor in Nagold
- Ammer, Reinhard (* 1976), oberösterreichischer Landespolitiker (Die Grünen)
- Ammer, Thomas (1937–2024), deutscher Historiker und Widerstandskämpfer gegen die SED-Diktatur
- Ammer, Ulrich (* 1934), deutscher Forstwissenschaftler
- Ammer, Vera, deutsche Philosophin, Historikerin, Slavistin, Übersetzerin
- Ammerbach, Elias Nikolaus († 1597), deutscher Organist
- Ammerbacher, Hans, deutscher Fußballspieler
- Ammerer, Arne (* 1996), österreichischer Fußballspieler
- Ammerer, Gerhard (* 1956), österreichischer Historiker
- Ammerer, Joseph (* 1822), bayerischer Landwirt
- Ammerer, Karin (* 1976), österreichische Kinderbuchautorin
- Ammerich, Hans (* 1949), deutscher Kirchenhistoriker und Archivar
- Ammering, Ernst (1947–2020), österreichischer Buchbinder, Verleger, Galerist
- Ammerlaan, Robin (* 1968), niederländischer Rollstuhltennisspieler
- Ammerlahn, Gotthart (* 1907), deutscher Journalist und HJ-Funktionär
- Ammerman, Hannah (* 2000), US-amerikanische Volleyballspielerin
- Ammerman, Joseph S. (1924–1993), US-amerikanischer Jurist und Politiker
- Ammerman, Loren K. (* 1965), US-amerikanische Zoologin und Naturschützerin
- Ammerman, Sarah (* 1987), US-amerikanische Volleyballspielerin
- Ammermann, Max (* 1878), deutscher Ruderer
- Ammermann, Otto (* 1932), deutscher Vielseitigkeitsreiter
- Ammermüller, Franziska (1816–1903), württembergische Frauenrechtlerin
- Ammermüller, Friedrich (1809–1898), württembergischer Mediziner, Lehrer, Unternehmer, Publizist und Politiker
- Ammermüller, Hermann (1912–1974), deutscher Mediziner und Sanitätsoffizier der Bundeswehr
- Ammermüller, Martin (* 1943), deutscher Jurist
- Ammermüller, Michael (* 1986), deutscher AutomobilrennfahrerMichael Ammermüller (* 1986)

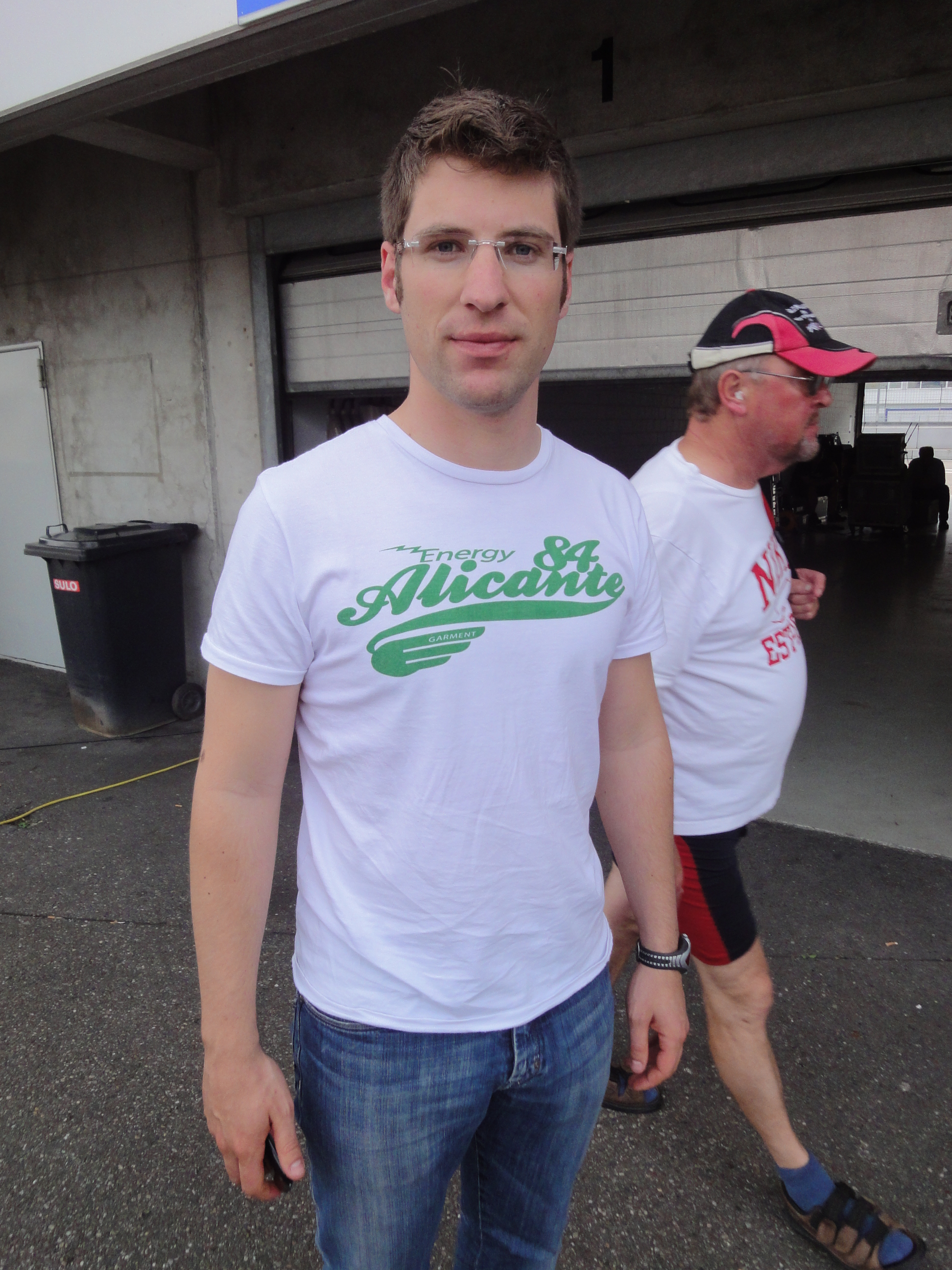
Michael Ammermüller (* 1986)

- Ammers-Küller, Jo van (1884–1966), niederländische Schriftstellerin
- Ammersbach, Heinrich (1632–1691), deutscher evangelischer Geistlicher und Schriftsteller
- Ammerschläger, Alois (1913–1995), deutscher Unternehmer und Mäzen
- Ammersfeld, Anita (* 1950), österreichische Opernsängerin (Sopran), Schauspielerin, Produzentin und TheaterdirektorinAnita Ammersfeld (* 1950)

Anita Ammersfeld (* 1950)

- Ammeter, Hans (1912–1986), Schweizer Mathematiker
- Ammeter, Nicholas (* 2000), Schweizer Fussballspieler

### Ammi
- Ammi, Amoräer
- Ammi, Ahmed (* 1981), marokkanischer Fußballspieler
- Ammi, Kebir Mustapha (* 1952), marokkanischer Schriftsteller
- Ammī-ditāna, König der ersten Dynastie von Babylonien
- Ammi-saduqa, König von Babylonien
- Ammianus, spätrömischer Beamter
- Ammianus Marcellinus, römischer Historiker
- Ammicht Quinn, Regina (* 1957), deutsche Theologin, Hochschullehrerin und Staatsrätin
- Amminapes, Satrap von Parthien und Hyrkanien
- Ammirata, Sergio (* 1935), italienischer Schauspieler
- Ammirati, Anthony (* 2003), französischer Stabhochspringer
- Ammirato, Nicola († 1712), italienischer Maler
- Ammirato, Scipione (1531–1601), italienischer Historiker
- Ammistamru I., König von Ugarit
- Ammistamru II., König von Ugarit
- Ammitzbøll-Bille, Simon Emil (* 1977), dänischer Politiker, Mitglied des Folketing

### Ammo
- Ammon, ägyptischer Mönch, Asket und Einsiedler
- Ammon, Adolf (1874–1958), deutscher Unternehmer
- Ammon, Andrea (* 1958), deutsche Medizinerin und seit 2017 Leiterin des European Centre for Disease Prevention and Control (ECDC)
- Ammon, Andreas Gottfried (1635–1686), deutscher evangelischer Theologe
- Ammon, August Wilhelm (1812–1895), deutscher Maler
- Ammon, Carl von (1878–1946), deutscher Offizier, Generalmajor der Wehrmacht im Zweiten Weltkrieg
- Ammon, Christoph (1766–1850), deutscher protestantischer Theologe
- Ammon, Christoph Heinrich von (1713–1783), preußischer Jurist und Diplomat
- Ammon, Daniel (1874–1941), deutscher evangelischer Prediger, Graphologe, Psychologe, Schriftsteller und Verleger
- Ammon, Emanuel (* 1950), Schweizer Fotograf
- Ammon, Fabian (* 1985), deutscher Fußballspieler
- Ammon, Frieder von (* 1973), deutscher Germanist
- Ammon, Friedrich August von (1799–1861), deutscher Augenarzt
- Ammon, Friedrich Ferdinand von (1794–1874), deutscher Jurist und Parlamentarier
- Ammon, Friedrich von (1791–1855), deutscher lutherischer Theologe
- Ammon, Friedrich von (1847–1927), preußischer Generalleutnant
- Ammon, Georg (1861–1929), deutscher Gymnasiallehrer und Klassischer Philologe
- Ammon, Georg Gottlieb (1773–1839), deutscher Pferdezüchter und Autor
- Ammon, Georg von (1869–1937), deutscher Vizeadmiral
- Ammon, Günter (1918–1995), deutscher Psychoanalytiker
- Ammon, Hans-Christoph (* 1950), deutscher General des Heeres der Bundeswehr
- Ammon, Hans-Jürgen (* 1947), deutscher Fußballspieler
- Ammon, Helmut (1898–1976), deutscher leitender Bahnbeamter
- Ammon, Herbert (* 1943), deutscher Publizist und Historiker
- Ammon, Hermann (* 1933), deutscher Pharmakologe und Toxikologe
- Ammon, Johann (* 1657), deutscher Bildhauer
- Ammon, Johann Georg Ferdinand von (1761–1814), preußischer Beamter
- Ammon, Johann Georg Heinrich von (1760–1836), preußischer Beamter
- Ammon, Johann Ludwig (1723–1772), deutscher Numismatiker
- Ammon, Karl von (1835–1903), deutscher Berghauptmann
- Ammon, Karl Wilhelm (1777–1842), hippologischer Schriftsteller
- Ammon, Lina (1889–1969), deutsche Landes- und Kommunalpolitikerin (SPD)
- Ammon, Ludwig von (1850–1922), deutscher Geologe und Paläontologe
- Ammon, Manfred (* 1944), deutscher Basketballspieler
- Ammon, Margarete (1922–2022), deutsche Unternehmerin, Gründerin und Stifterin
- Ammon, Maria (* 1948), deutsche Psychologin, Psychoanalytikerin, Gruppenpsychotherapeutin und Psychotherapiewissenschaftlerin
- Ammon, Michael (* 1988), deutscher Koch
- Ammon, Nicola (* 1974), deutsche Basketballspielerin
- Ammon, Noland (* 1996), US-amerikanischer Schauspieler
- Ammon, Otto (1842–1916), deutscher Anthropologe
- Ammon, Otto (1927–2013), deutscher Kommunalpolitiker
- Ammon, Peter (* 1924), Schweizer Fotograf
- Ammon, Peter (* 1952), deutscher DiplomatPeter Ammon (* 1952)

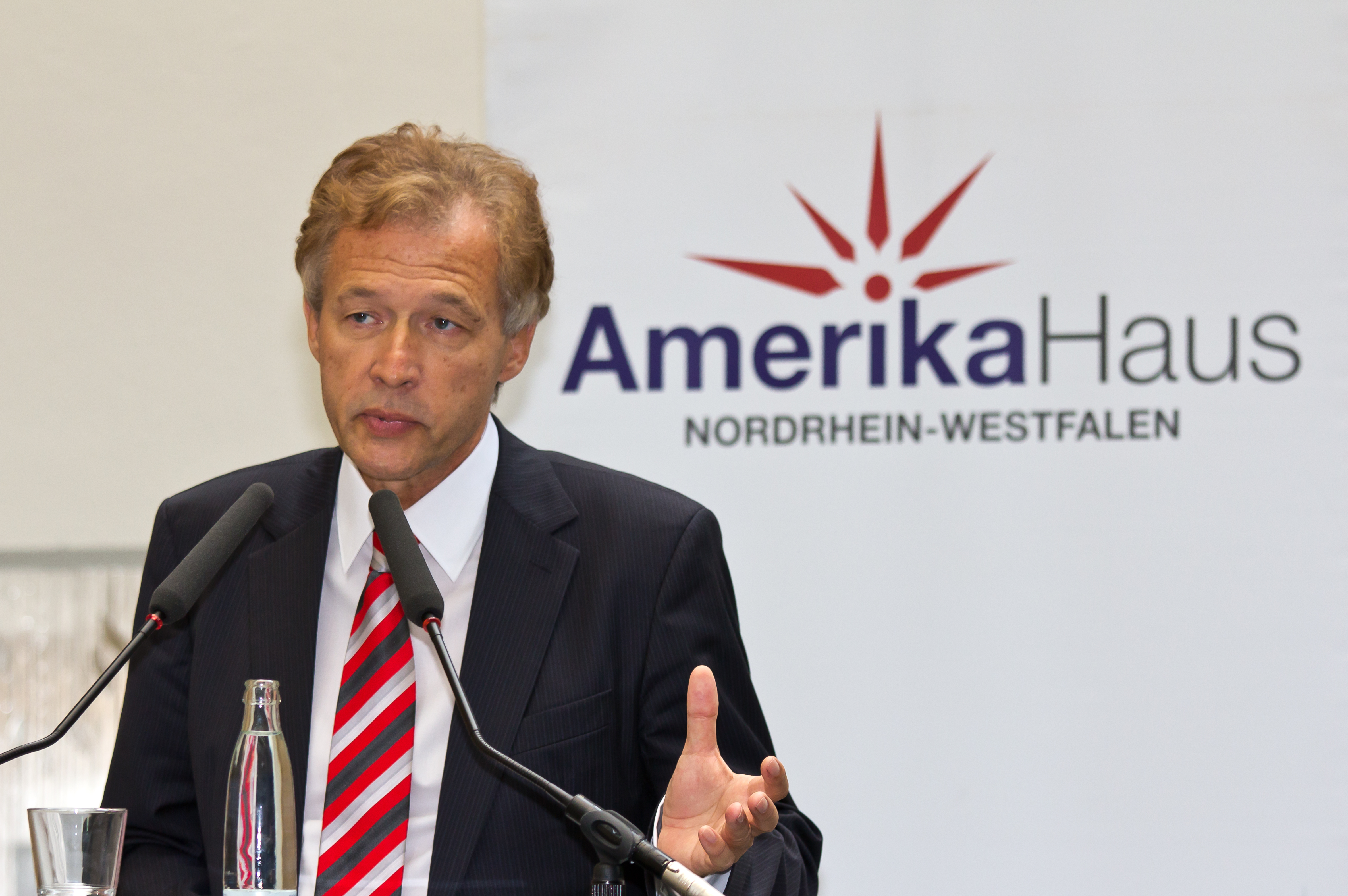
Peter Ammon (* 1952)

- Ammon, Samuel († 1622), Schweizer Medailleur in Danzig
- Ammon, Samuel († 1707), Kürstlich Braunschweig-Lüneburgischer Hofbuchdrucker und Verleger von Leibniz
- Ammon, Sebastian von (* 1968), deutscher Jurist und Staatssekretär
- Ammon, Stefka (* 1970), deutsche Bildhauerein
- Ammon, Therese (1877–1944), österreichische Politikerin der Sozialdemokratischen Arbeiterpartei Österreichs
- Ammon, Ulrich (1943–2019), deutscher germanistischer Linguist
- Ammon, Wilhelm von (1903–1992), deutscher Jurist
- Ammon, Wolfgang (1540–1589), Pfarrer, Schriftsteller, Lieddichter und Lyriker
- Ammonios, Höfling Kleopatras
- Ammonios, antiker griechischer Philosoph
- Ammonios Hermeiou, spätantiker Philosoph
- Ammonios Sakkas, neuplatonischer Philosoph
- Ammonios von Alexandria, christlicher Philosoph
- Ammonius Victorinus, römischer Offizier (Kaiserzeit)
- Ammons, A. R. (1926–2001), amerikanischer Autor und Hochschullehrer
- Ammons, Albert (1907–1949), US-amerikanischer Boogie-Woogie-Pianist
- Ammons, Elias M. (1860–1925), US-amerikanischer Politiker
- Ammons, Gene (1925–1974), US-amerikanischer Tenorsaxophonist
- Ammons, Lila (* 1958), amerikanische Jazz- und Bluessängerin
- Ammons, Teller (1895–1972), US-amerikanischer Politiker
- Ammossow, Maxim Kirowitsch (1897–1938), jakutisch-sowjetischer Staatsmann und Parteifunktionär
- Ammoun, Fouad (1899–1977), libanesischer Jurist und Richter am Internationalen Gerichtshof
- Ammour, Adam (* 2001), deutscher Bobfahrer
- Ammour, Issam (* 1993), deutscher Bobfahrer
- Ammouta, Hussein (* 1969), marokkanischer Fußballspieler und -trainer

### Ammu
- Ammuna, hethitischer Großkönig
- Ammundsen, Valdemar (1875–1936), dänischer lutherischer Theologe und Bischof
- Ammurapi, König von Ugarit